# Вощица
 Тази статия е за помашкото село в Чеч.  За града със същото старо име вижте Егио.  
Вощѝца (или Ощица, Ошица, Устица, гръцки: Μικρομηλιά, Микромилия, катаревуса Μικρομηλέα, Микромилеа, до 1927 година Οστίτσα, Остица) е село в Република Гърция, в историко-географската област Чеч, на територията на дем Неврокоп.

## География
Вощица се намира на 680 m надморска височина в югозападните склонове на Родопите и попада в историко-географската област Чеч. Съседните му села са Костен, Малошийца, Дъблен, Горна Лакавица, Ловчища и Мъждел. Селото се намира в подножието на връх Устица (Остица, 700 метра), а край него текат реките Асвесторема, Куру и Психорема.

## История

### Етимология
Според Йордан Н. Иванов името на селото Вощица е производно от изчезналото съществително *вошка от овощка и топонимична наставка. Формата Ощица е с изпаднало начално в, Ущица е с редукция на о в у в местния говор, а формите Остица и Устица са със ст на гръцка почва.

### В Османската империя
Устица е старо село. Край него има останки от римско селище и гробница.
В съкратен регистър на тимари, зиамети и хасове в ливата Паша от 1519 година село Опщице, спадащо към Испанеполе е вписано както следва - мюсюлмани: 1 домакинство; немюсюлмани: 57 домакинства, неженени - 8, вдовици - 2. В съкратен регистър на санджаците Паша, Кюстендил, Вълчитрън, Призрен, Аладжа хисар, Херск, Изворник и Босна от 1530 година са регистрирани броят на мюсюлманите и немюсюлманите в населените места. Регистрирано е и село Опщиче с мюсюлмани: 2 домакинства, неженени - 2; немюсюлмани: 69 домакинства, неженени - 11; вдовици - 3. През 1671 година в Неврокоп били свикани посланици от всички села в казата да свидетелстват в съда, че им е била изплатена изкупената от държавата продукция. От мюсюлманските села бил пращан мюсюлманин, от християнските – християнин, а от смесените – мюсюлманин и християнин. Селата, в които живели хора с по-висок обществен статут, са представени от тях без значение от религията им. В този документ Устица (Обещица) е представено от мюсюлманин. В подробен регистър за събирането на данъка авариз от казата Неврокоп за 1723 година от село Опущиче са зачислени 22 мюсюлмани.
В XIX век Вощица е мюсюлманско село в Неврокопска каза на Османската империя. В „Етнография на вилаетите Адрианопол, Монастир и Салоника“, издадена в Константинопол в 1878 година и отразяваща статистиката на населението от 1873 година, Устица (Oustitsa) е посочено като село с 48 домакинства и 150 жители помаци. Според Стефан Веркович към края на XIX век Устица има помашко мъжко население 159 души, което живее в 48 къщи. Съгласно статистиката на Васил Кънчов („Македония. Етнография и статистика“) към 1900 година в Устица (Вощица, Ошица) живеят 550 българи мохамедани в 90 къщи.
В селото се е провеждал голям панаир всяка година между 26 и 30 октомври, на който са се продавали аби, шаяци и други стоки местно производство.

### В Гърция
Селото е освободено от османска власт по време на Балканската война от части на българската армия. По данни на Българската православна църква, към края на 1912 и началото на 1913 година в Ощица живеят 103 семейства или общо 542 души.
След Междусъюзническата война от 1913 година Вощица попада в пределете на Гърция. Според гръцката статистика, през 1913 година в Остица (Οστίτσα) живеят 587 души.
През 1923 година жителите на селото като мюсюлмани са изселени в Турция по силата на Лозанския договор. Жителите на Вощица емигрират в Турция или в селата от българската страна на Чеча. В селото са заселени гърци, бежанци от Турция. През 1927 година името на селото е сменено от Остица (Οστίτσα) на Микромилия (Μικρομηλιά), което в превод означава „малко дърво“. Към 1928 година в Устица има заселени 61 гръцки семейства със 173 души - бежанци от Турция.
По време на Гражданската война в Гърция (1946 - 1949) цялото население на селото е изселено във вътрешността, а след нормализирането на обстановката се връщат само част.
Населението се занимава с отглеждане на тютюн, жито, картофи и други земеделски култури, както и със скотовъдство.
| Име      | Име       | Ново име   | Ново име    | Описание                                       |
| -------- | --------- | ---------- | ----------- | ---------------------------------------------- |
| Боразик  | Μποραζίκ  | Ерипия     | Ερείπια     | бивше село СЗ от Вощица на българската граница |
| Цаханас  | Τσαχανᾶς  | Петалоидес | Πεταλωειδὲς |                                                |
| Баир     | Μπαΐρι    | Плагиес    | Πλαγιές     | местност И от Вощица                           |
| Колярба  | Καλιάρμπο | Епимикес   | Επίμηκες    | бивше село СИ от Вощица                        |
| Чал      | Τσάλ      | Тамни      | Θάμνοι      | връх СЗ от Вощица                              |
| Керазлик | Κεραζλίκ  | Керасорема | Κερασόρρεμα | река СЗ от Вощица, ляв приток на Доспат        |
| Бара     | Μπάρας    | Авлакорема | Αὐλακόρρεμα | река СЗ от Вощица, ляв приток на Доспат        |

| Година    | 1913 | 1920 | 1928 | 1940 | 1951 | 1961 | 1971 | 1981 | 1991 | 2001 | 2011 | 2021 |
| --------- | ---- | ---- | ---- | ---- | ---- | ---- | ---- | ---- | ---- | ---- | ---- | ---- |
| Население | 587  | 417  | 183  | 511  | 116  | 137  | 78   | 43   | 55   | 62   | 38   | 36   |